# PAL (televisione)

La Codifica a colori del sistema televisivo nel mondo. I paesi che utilizzano il sistema PAL sono visualizzati in blu.

Il PAL (acronimo dell'inglese Phase Alternating Line) è un metodo di codifica del colore utilizzato nella televisione analogica, usato da gran parte del mondo. Fanno eccezione gran parte del continente americano, alcune nazioni dell'est asiatico, parte del Medio Oriente, dell'Europa orientale e la Francia.
Venne sviluppato in Germania da Walter Bruch, che lavorava alla Telefunken Lo standard che lo definisce viene pubblicato dalla ITU nel 1968 con il titolo Recommendation ITU-R BT.470-6, Conventional Television Systems.

## Storia
Verso il 1950, durante la fase di pianificazione delle trasmissioni a colori in Europa occidentale, si decide di non utilizzare il sistema americano NTSC, per via della sua poca compatibilità con le reti elettriche a 50 Hz ma anche per i suoi problemi progettuali, tra cui la scarsa stabilità dei colori in caso di problemi di trasmissione. L'idea alla base dei progetti europei è di concepire uno standard adatto ai 50 semiquadri al secondo e con buone prestazioni riguardo alla trasmissione dei colori. I sistemi sviluppati sono due, il SÉCAM francese e il PAL.
Presentato al pubblico nel 1963, viene utilizzato per la prima volta nel 1967.

## Protocollo
Il formato è un'evoluzione dell'NTSC e possiede una portante di luminanza (luma) su cui viene sommata una sottoportante di crominanza (croma). La portante luma (Y) è formata da: 0,30 R + 0,59 G + 0,11 B.
La sottoportante croma viene modulata vettorialmente con le sole componenti R-Y e B-Y e da esse in fase di demodulazione viene ricostruita la componente G-Y.
La frequenza della sottoportante della crominanza per il segnale PAL è pari a 4,43361875 MHz a differenza della controparte NTSC che invece utilizza una frequenza di 3,579545 MHz
Il numero di righe per fotogramma (composto da due semiquadri) è di 625 linee, di cui 576 visibili
Il protocollo completo prevede diversi controlli ad una specifica struttura e sequenza del segnale

### PAL-M
Si tratta del sistema PAL, ma con una differente risoluzione e frequenza delle immagini, utilizzando i parametri del sistema NTSC, con una sottoportante colore molto simile al sistema NTSC e pari a 3˙579˙611,49, permettendo la visione di quelle fonte audiovisive.

### PAL-60
Si tratta di una delle ultime soluzioni PAL, che permette di gestire entrambe le risoluzioni di riferimento (PAL/SECAM e NTSC) e rispettive frequenze (625 a 50 hz che 525 a 60 hz), ma mantenendo sempre la sottoportante colore tipica del sistema PAL, questo permette la riproduzione dei contenuti audiovisivi NTSC, ma in bianco e nero.

## Grafica computerizzata
Secondo la raccomandazione ITU-R BT.601 (comunemente conosciuta con Rec. 601): per realizzare un formato di video digitale conforme allo standard PAL, con un programma di elaborazione d'immagini, le dimensioni devono essere di 720 pixel in orizzontale e di 576 pixel in verticale, con una risoluzione di 72 pixel/pollice, presupponendo un rapporto d'aspetto di 4:3 (Fullscreen), con un frame rate di 25 fotogrammi al secondo, adoperando lo schema di codifica dei colori YCbCr 4:2:2 e considerando che esistono dei margini oltre i quali l'immagine non viene visualizzata sullo schermo televisivo e dei margini al di fuori dei quali è meglio non posizionare testi. Per una corretta visualizzazione è fondamentale che all'immagine sia applicato un filtro di interlacciamento e che il PAR sia di 1,066:1.
Questo formato video ottenuto (576/50i/4:3) viene impiegato in alcuni paesi nella TV digitale a definizione standard (SDTV) e nella codifica digitale di video analogici di tipo PAL in file, permettendone poi l'archiviazione su supporti fisici come computer, disco rigido, DVR o USB. È anche impiegato nei DVD e nelle DV di tipo PAL.

## La questione sui videogiochi
All'inizio della terza generazione di videogiochi, la generazione a 8 bit (contesa tra Nintendo con il suo Nintendo Entertainment System (NES) e la SEGA con il suo Sega Master System), Nintendo decise di aggiungere alla propria console un chip (il 10NES) che creava un blocco: se la console veniva venduta o comunque prodotta in America la console leggeva solo NTSC ma il problema avveniva in Europa dove c'erano il Pal A e il Pal B, e questo chip impediva la corretta esecuzione di una cartuccia Pal A in un NES Pal B o viceversa.
Aggiungendo anche che i videogiochi venivano solitamente prodotti in Pal B per l'Europa, l'Italia, l'Inghilterra, e l'Australia (Membri del Pal A) avevano una carenza di cartucce eseguibili. Inoltre essendo i videogiochi sviluppati principalmente in Giappone e Stati Uniti (che adottano entrambi il formato video NTSC) è un fenomeno comune assistere a conversioni PAL A/B di qualità discutibile, con rallentamenti e barre orizzontali nere a riempire le 100 linee mancanti nelle controparti NTSC.
Questo, oltre al fatto che molti videogiochi non venivano pubblicati in Europa per motivi di marketing, portò al fenomeno dell'importing.